# Río Néhoué
El río Néhoué es un río de Nueva Caledonia. Tiene un área de influencia de 229 kilómetros cuadrados.